# Bunuraya
Bunuraya is een bestuurslaag in het regentschap Karo van de provincie Noord-Sumatra, Indonesië. Bunuraya telt 2786 inwoners (volkstelling 2010).